# 反射材

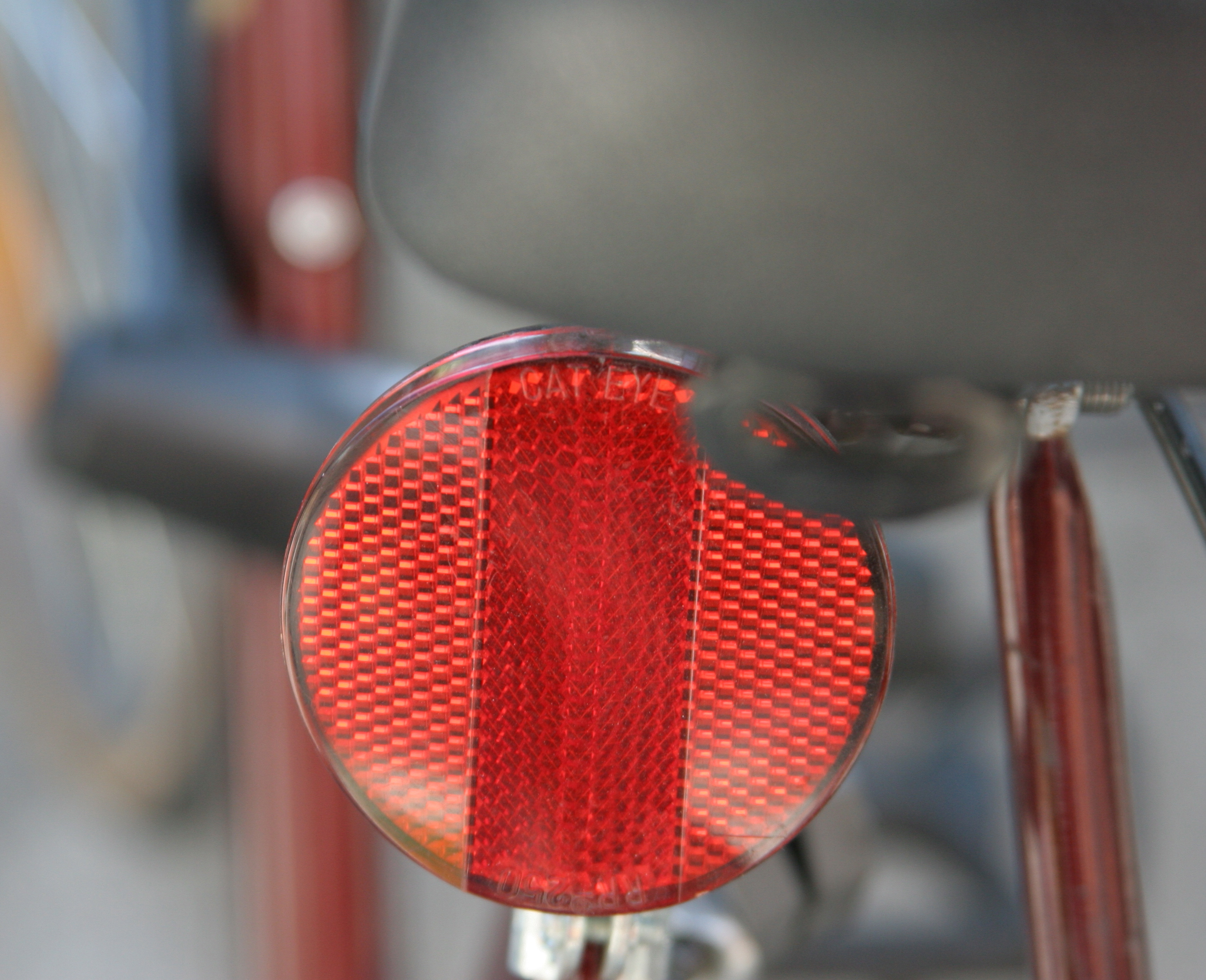
自転車に取り付けられた赤色の反射材

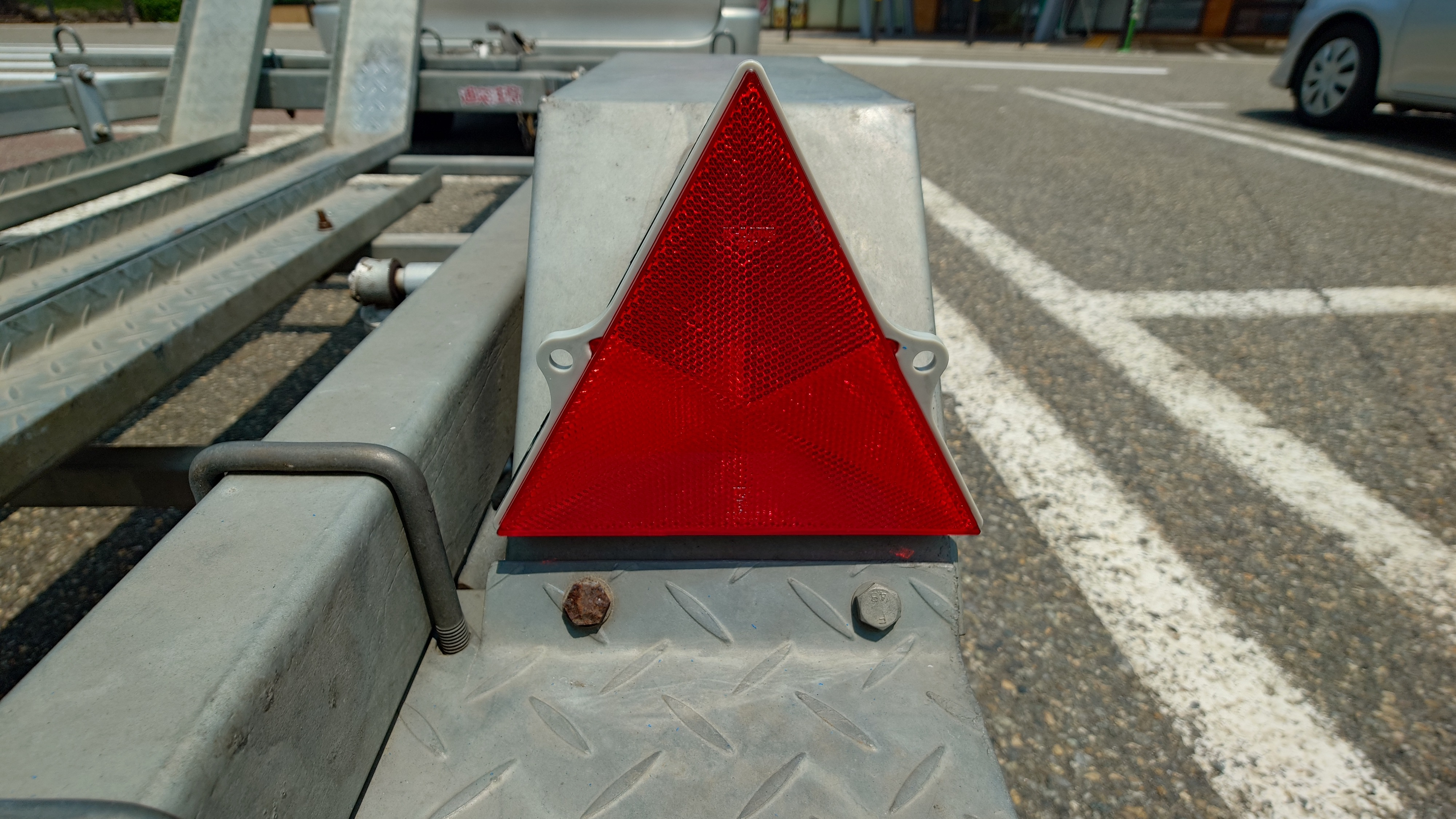
被牽引車の後方反射器

反射材（はんしゃざい）は、どのような方向・角度から入射した光も光源に向かってそのまま反射（再帰反射）するように作られた製品（リトロリフレクター）のことである。利用目的は主に道路交通の安全向上・安全対策の目的で利用されることが多い。

## 種類・構造
日本国内で主に使用されている製品には大きく分け6種類ある。
- 露出レンズ型
  - 反射膜の表面に球状レンズを装着し、光を反射させる反射材の元祖。但し、球状レンズ部に排気ガス等が付着しやすく、反射性能低下が発生するのが弱点。
- 封入レンズ型（エンジニア・グレード）
  - 前記露出レンズ型の欠点を解消した反射材。排気ガス等の付着による反射性能低下するのを防ぐため球状レンズの上部に樹脂（保護膜）を被せることで反射性能低下を防いでいる。但し、前記反射材と比較すると若干反射性能が劣るのが欠点。
- カプセルレンズ型
  - 球状レンズと樹脂膜の間に空気の層を設け、露出レンズ型・封入レンズ型の両方の長所を生かした反射材。反射性能は封入レンズ型の4倍以上（比較色：白）ある。
- プリズムレンズ型（軟質）
  - 三面体プリズム素子を用い、さまざまな角度から光が入射しても高い反射性能を持つ反射材。反射性能は封入レンズ型の30倍以上（比較色：白）。
- プリズムレンズ型（硬質）
  - 上記軟質型と基本構造は同じであるが、硬質のため貼りつけて使用する物には不向きである。
- カプセルプリズム型
  - フルキューブ素子という素子を用い、反射に寄与する部分のみを集積して配置した反射材。プリズムレンズ型に比べ大幅に表面強度が増しており、引っかきに対してより強さをもたせているため耐久性が高い。また、原材料・製造・流通の過程で二酸化炭素排出量が40％削減され環境に優しい生産がされている。

## 使用例
- 露出レンズ型
  - 反射性能の高さが売りであるため、JR等の架線管理作業員の反射ベストなどに採用されている。
- 封入レンズ型
  - 非常に安価で入手しやすく（100円均一やホームセンターで購入可）湾曲部にも貼りやすい等加工がし易いため、日本国内で広く使われており、カラーコーンやカッティング素材、初期型の道路標識などに利用されている。
- カプセルレンズ型
  - 反射性能が封入レンズ型に比べ格段に向上したため、道路標識に多く利用されている。
- プリズムレンズ型(軟質)
  - 反射性能の高さから大型トラックの高線状の線表示などに利用されている。
- プリズムレンズ型(硬質)
  - 加工が平面のみなので主に丸型に加工し、注意喚起用としてガードレールや中央分離帯などに取り付ける視線誘導標に利用されている。他には自転車、オートバイ、自動車のリフレクター（後面：赤、側面：橙）があるが、これらの中には尾灯と一体で成形されているものもある。
- カプセルプリズム型
  - 現在流通している反射材では最高性能（超高輝度）な反射材のため、高速道路等の安全が優先される場所での道路標識（近年一般道でも標識更新の際はこの型の標識に更新されつつある）や、高輝度でありながら高耐久性なため、幹線道路などでの道路工事標識に利用されている。

## カラーバリエーション
- 標準色
  - 白・赤・黄色・青・緑
- 蛍光色（夕暮れ時などの薄暗い中でもはっきりと視認できる）
  - イエロー・グリーン・イエローグリーン・オレンジ
- 環境色（景観を損ねない色）
  - 茶色・黒色・灰色

ただし、反射性能は色によって変化するほか、蛍光色は紫外線による色抜けが起こりやすいため注意が必要である。

## 法令
各国の法令で、道路上にあり、または道路上を運転する車両には後部反射材（リフレクター）をの装備を義務付けている場合が多い。

### 日本
自動車、原動機付自転車、自転車および軽車両には、一定の基準を満たした後部反射器の装備を義務付けている。なお、自転車および軽車両は、夜間運転しない場合は不要であり、牛や馬で人間がひいている場合も不要である。後部反射器は通常は赤色であるが、自転車および軽車両の場合は橙色（オレンジ）も認められている。
自動車には前部反射器を装備することができ、被牽引自動車（トレーラー）には装備しなければならない。平成19年1月1日以降に製造された車両は白色、それ以前の車両は橙色もしくは白色と規定されている。
概ね全長6mを超える自動車には、側方反射器または側方灯を装備しなければならない。
また、それぞれの反射器において寸法や個数、取付位置や色などが取り決められている。適用となる光源距離なども車両の年式により異なるため、仔細は道路運送車両法および車両を統括する運輸支局及び軽自動車検査協会等へ参照のこと。

## 主なメーカー
- スリーエム ジャパン（標識に使われている反射材は主に3M製である）
- レフライト（世界でも有数なカラーバリエーションを持つ。消防や警察など公的な機関から、大手アパレルメーカーなどで使用されている。）
- リフレクサイト
- 日本カーバイド工業
- キャットアイ
- 法和